# Chen Yile
Pour les articles homonymes, voir Chen.
Chen Yile est une gymnaste artistique chinoise, née le 5 janvier 2002 dans la province du Jiangxi.

## Biographie
Pour sa première année en senior, Chen Yile remporte trois titres aux Jeux asiatiques de 2018 à Jakarta. La même année, aux championnats du monde à Doha, elle remporte une médaille de bronze par équipes, puis se classe 7e de la finale du concours général individuel.

## Palmarès

### Championnats du monde
- Doha 2018
  -  médaille de bronze au concours par équipes
  - 7e au concours général individuel

### Jeux asiatiques
- Jakarta 2018
  -  médaille d'or au concours par équipes
  -  médaille d'or au concours général individuel
  -  médaille d'or à la poutre
  - 5e au sol